# Chief of the Imperial General Staff
Chief of the Imperial General Staff (CIGS) was de titel van de professionele commandant van het British Army van 1908 tot 1964. Van 1904 tot 1909 was de titel Chief of the General Staff.

## Chiefs of the Imperial General Staff
- 1909 – 1912: veldmaarschalk William Nicholson, 1ste baron Nicholson
- 1912 - april 1914: veldmaarschalk John French, 1ste graaf van Ieper
- 6 april 1914 - 25 oktober 1914: generaal Charles Douglas
- 30 oktober 1914 - september 1915 : luitenant-generaal James Murray
- 26 september 1915 – december 1915: generaal Archibald Murray
- 23 december 1915 – februari 1918: generaal William Robertson
- 19 februari 1918 – 19 februari 1922: veldmaarschalk Henry Wilson
- 19 februari 1922 – 19 februari 1926: veldmaarschalk Frederick Lambart, 10de graaf van Cavan
- 19 februari 1926 – 19 februari 1933: veldmaarschalk George Milne, 1ste baron Milne of Salonika
- 1933 – 1936: veldmaarschalk Archibald Montgomery-Massingberd
- 1936 – 1937: veldmaarschalk Cyril Deverell
- 1937 – 1939: generaal John Vereker, 6de Viscount Gort
- 1939 – 1940: veldmaarschalk Edmund Ironside, 1ste baron Ironside
- 1940 – 1941: veldmaarschalk John Dill
- 1941 – 1946: veldmaarschalk Alan Brooke, 1ste burggraaf Alanbrooke
- 1946 – 1948: veldmaarschalk Bernard Montgomery, 1ste burggraaf Montgomery of Alamein
- 1948 – 1952: veldmaarschalk William Slim, 1ste burggraaf Slim
- 1952 – 1955: veldmaarschalk John Harding, 1ste baron Harding of Petherton
- 1955 – 1958: veldmaarschalk Gerald Templer
- 1958 – 1961: veldmaarschalk Francis Festing
- 1961 – 1964: generaal Richard Hull